# بانكروفت ديفيس
بانكروفت ديفيس (بالإنجليزية: Bancroft Davis)‏ (و. 1822 – 1907 م) هو محامي، وقاضي، ودبلوماسي، وسياسي من الولايات المتحدة الأمريكية .
وهو عضو في الحزب الجمهوري .

## التعليم
تعلم في جامعة هارفارد.